# Schweizer Eishockeymeisterschaft 1925/26
Die Saison 1925/26 war die 16. reguläre Austragung der Schweizer Eishockeymeisterschaft. Meister wurde der HC Davos.

## Hauptrunde

### Serie Ost
- HC Davos – Akademischer EHC Zürich 7:0

Der HC Davos qualifizierte sich für den Meisterschaftsfinal.
HC Davos : Charles Fasel / Albert Geromini – Fritz Kraatz, Alexander Spengler, Heini Meng, Jacques Besson, Paul Müller, Erhard Hügli

### Serie West
- HC Rosey Gstaad – HC Château-d’Œx 6:1

Der HC Rosey Gstaad qualifizierte sich für den Meisterschaftsfinal.

## Meisterschaftsfinal
- 11. Januar 1926 in Davos: HC Davos – HC Rosey Gstaad 4:1 (2:0, 0:0, 2:1)